# Christian Unger (Manager)

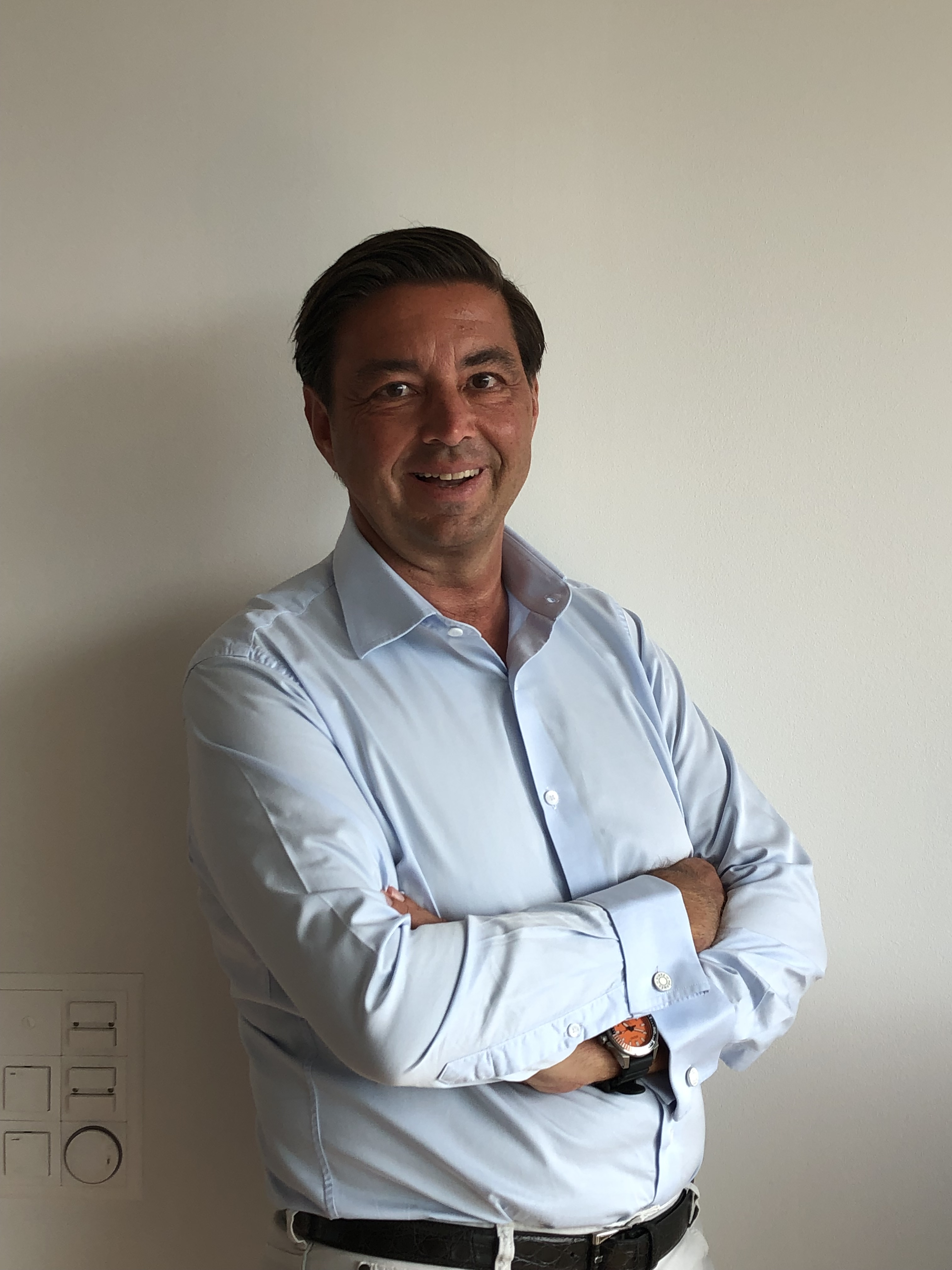
Christian Unger, 2019

Christian Unger (* 8. September 1967 in München) ist ein deutsch-schweizerischer Manager und Unternehmer. Er war CEO der Ringier AG und ist derzeit Partner bei der Partners Group in Zug.

## Biographie
Unger wurde in München geboren und wuchs zweisprachig (Deutsch/Französisch) auf. Er besuchte das Internat Salem am Bodensee, das er 1987 mit dem Abitur abschloss. An der Universität München studierte er Kunstgeschichte und Philosophie (Vordiplom), anschließend Betriebswirtschaft an der EBS Business School in Oestrich-Winkel (Diplom).

### Bertelsmann
Christian Unger begann seine berufliche Laufbahn beim Bertelsmann-Konzern; er wurde von 1993 bis 1998 in München und Gütersloh eingesetzt. Er war als Vorstandsassistent und später als Geschäftsführer von zwei Fachinformationsverlagen tätig; ab 1996 baute er in Joint Ventures mit der Burda-Gruppe und dem wissenschaftlichen Springer-Verlag bezahlte Online-Dienste für Ärzte auf. Im Jahr 1998 zog er nach Brüssel, um die belgischen Aktivitäten von Bertelsmann zu restrukturieren – unter anderem durch die Trennung in ein flämisches und ein französisches Geschäft sowie einen erheblichen Stellenabbau. Von 2000 bis 2002 war er als Vorstand für Marketing und Internet bei Bertelsmann Frankreich eingesetzt. Ab 2002 gründete er als CEO von Bertelsmann China verschiedene Joint Ventures in Shanghai, Peking und Hongkong mit knapp 2000 Mitarbeitern und beteiligte den Konzern an der ersten privaten Buchhandelskette Chinas.
Im Jahr 2005 verließ er Bertelsmann und wechselte zu Karstadt/Quelle; dort übernahm er den Aufbau des Osteuropageschäfts. 2006 folgte die Bestellung zum CEO für das Internetauktionshaus Tradus (Ricardo) in London. Er führte das E-Commerce-Unternehmen mit seinen verschiedenen Online-Auktionsplattformen und E-Commerce-Portalen in zwölf Ländern. Unter seiner Führung verdreifachte sich der Kurs der Tradus-Aktie, im Jahr 2007 war sie der Best Performer innerhalb des FTSE 250 Index. Im März 2008 wurde Tradus zum Preis von rund 2 Mrd. CHF an Naspers verkauft. Bis 2009 war Unger als CEO der Naspers Tochter MIH Internet Europe B. V. für die Umsetzung der Naspers-Internet-Akquisitionsstrategie in West- und Osteuropa verantwortlich.

### Ringier
Am 1. Januar 2009 übernahm Unger die operative Leitung des Medienkonzerns Ringier AG. In Folge der Finanzkrise legte er ein Sparprogramm auf, welches bereits im selben Jahr zu einer deutlichen Kostenreduktion im Konzern führte; das Unternehmen erholte sich schnell, 2010 lag die Cashflow-Marge wieder auf den Stand vor der Krise. Unter ihm wurde ein Schweizer Joint-Venture mit dem Ticketing-Unternehmen CTS Eventim gegründet (Eventim CH AG).
Unter Unger kam es durch die Zusammenlegung der Redaktionen von Blick, SonntagsBlick, Blick am Abend und Blick.ch zur Schaffung des ersten Verlags-Newsrooms in der Schweiz. Er war einer der Architekten der im Juli 2010 gegründeten Holdinggesellschaft Ringier Axel Springer Media AG, in der die Aktivitäten von Ringier und Axel Springer in Tschechien, Serbien, Polen und der Slowakei zusammengefasst wurden. Die beiden Großverlage sind an dem Joint Venture zu je 50 Prozent beteiligt.
In seiner Zeit als CEO kam es zu mehreren Akquisitionen bei Ringier. So wurde im Rahmen des Ausbaus des digitalen Onlinegeschäfts im Juni eine Beteiligung an der Online-Plattform DeinDeal.ch erworben. Im August 2011 erfolgte die Übernahme von Edipresse A. S. Romania, einem Joint Venture der Schweizer Verlagsgruppe Edipresse und der Axel-Springer-Verlagsgruppe. Auch wirkte Unger bei den Zukäufen von Onet.pl in Polen und jobs.ch mit. Am 5. April 2012 übergab er die Konzernleitung Ringiers an den vormaligen CEO von Ringier Schweiz und Deutschland, Marc Walder. Er beriet Ringier noch bis Mitte des Jahres und war dann als interimistischer CEO beim deutschen Games-Hersteller bigpoint GmbH tätig, bei dem er bis Ende 2012 eine Restrukturierung durchführte.

### Partners Group
Seit Anfang 2013 ist Unger bei dem Zuger Private-Equity-Unternehmen Partners Group engagiert. Er leitet dort die weltweiten TMT-Aktivitäten und ist Co-Head des rund 50-köpfigen, von ihm aufgebauten Industry Value Creation Teams. Seit 2021 ist Unger Mitglied des Global Executive Committees  des Unternehmens. 
Im Januar 2019 wurde der Manager zudem zum Leiter der Corporate Governance bei der Partners Group ernannt. In dieser Rolle steuert er sämtliche Verwaltungsratsmandate der rund 70 Beteiligungen sowie aller Portfoliofirmen. Unger selbst ist für die Partners Group in den Verwaltungsräten von Civica (London), Kindercare (Portland) und SPI (Manila) vertreten. Seine Mandate bei Curvature (Charlotte und Santa Barbara), GlobalLogic (San José) und Softonic (Barcelona) legte er nach deren Verkauf nieder.
Von 2013 bis 2015 war er Mitglied des Verwaltungsrats der Publigroupe.
Unger, der seit 2019 auch die Schweizer Staatsbürgerschaft besitzt, ist verheiratet und lebt mit seiner Frau und drei Kindern in Wollerau ZH und St. Moritz.